# شیر خشک بدون چربی
شیر خشک بدون چربی، شیر خشک اسکیم (Skimmed milk powder) یک فراورده لبنی است که در آن چربی شیر از شیر خارج شده و باقی‌ماندهٔ شیر به صورت پودر درآمده باشد.